# La Naissance de la Vierge (Le Pérugin)

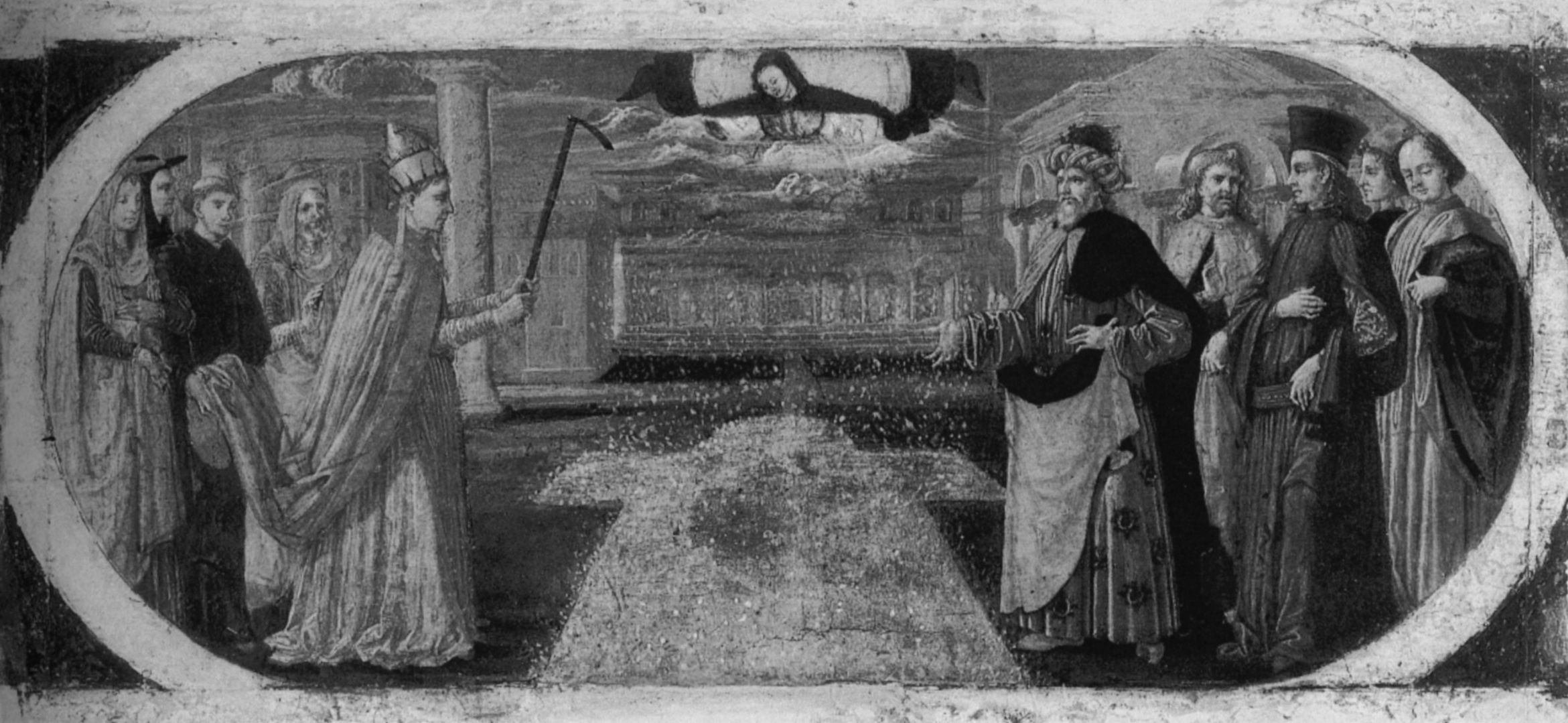
Le Miracle de la neige

Pour les articles homonymes, voir La Naissance de la Vierge.
La Naissance de la Vierge (en italien : Nascita della Vergine) est une tablette peinte à tempera sur bois (18,6 × 41 cm) du Pérugin, datant de 1472 environ, conservée à la Walker Art Gallery de Liverpool
La tablette faisait partie de la prédelle d'un retable perdu dédié à la Vierge de laquelle faisait aussi partie Le Miracle de la neige  conservée à Polesden Lacey, ville près de Guildford dans le Surrey Grande-Bretagne.

## Histoire
L'œuvre faisait partie d'un ensemble témoignant de commandes importantes au jeune Pérugin depuis peu de temps actif à Florence.
Le petit panneau se trouvait dans la chapelle Pucci dans la basilique della Santissima Annunziata à Florence où il a été acheté avec son pendant par John Campbell, comte di Cawdor en 1786.
En 1804, les deux panneaux furent séparés lors d'une vente à Londres et celui de la Nativité fut cédé pour le prix de neuf guinées dans la collection Roscoe avec une attribution à Masaccio, tandis que le Miracle rejoignit les collections à Polesden Lacey.
Il a été aussi envisagé que l'œuvre fasse partie de la prédelle de la Madonna di Piazza de l'atelier d'Andrea del Verrocchio.

## Thème
La scène est issue de l'iconographie chrétienne : La nativité de la Vierge Marie.

## Description
La scène est encadrée par une corniche ovale en faux marbre rouge et blanc séparée en deux parties par le mur de la chambre où nait Marie.
À droite se situe la chambre où sainte Anne allongée sur un lit à caisson médiéval, couvert par un rideau, vient d'accoucher et des sages-femmes s'occupent du nouveau-né, lui préparant le bain dans un récipient métallique.
À gauche trois femmes se dirigent vers l'entrée de la maison afin de rendre visite à la parturiente ; en arrière-plan figure un calme paysage avec des collines pointillées d'arbrisseaux, typique du Pérugin.

## Analyse
La représentation de la maison est très réaliste et on remarque certains détails de style issus du maître florentin de l'artiste Andrea del Verrocchio, comme dans les jeux linéaires marqués dans les drapés, mis en évidence par des lumeggiatures dorées, qui possèdent le typique « effetto bagnato » (effet mouillé) et lourd évident dans certaines figures comme sur la gauche la femme en noir.
Le partage en deux de la scène, à goût archaïque, permet une étude précise de la lumière qui entre par la porte en éclairant uniquement des endroits particuliers de la chambre dont une partie du lit où l'ombre de sainte Anne est projetée sur la tête de lit.
Le ton de la peinture est calme et apaisé, avec l'élégante attente des femmes aux attitudes gracieuses.

## Sources
- (it) Cet article est partiellement ou en totalité issu de l’article de Wikipédia en italien intitulé « Nascita della Vergine (Perugino) » (voir la liste des auteurs).